# 7014 Nietzsche
7014 Nietzsche este o planetă minoră (asteroid), cu un diametru de 4,992 km, din centura de asteroizi. A fost descoperită pe 3 aprilie 1989 la Observatorul La Silla de Eric Walter Elst și a fost numită după Friedrich Nietzsche. 
Obiectul prezintă o orbită caracterizată de o semiaxă mare de 2,2558485 UAi, o excentricitate de 0,18, o înclinație de 3,16161 ° în raport cu ecliptica.